# Харматан

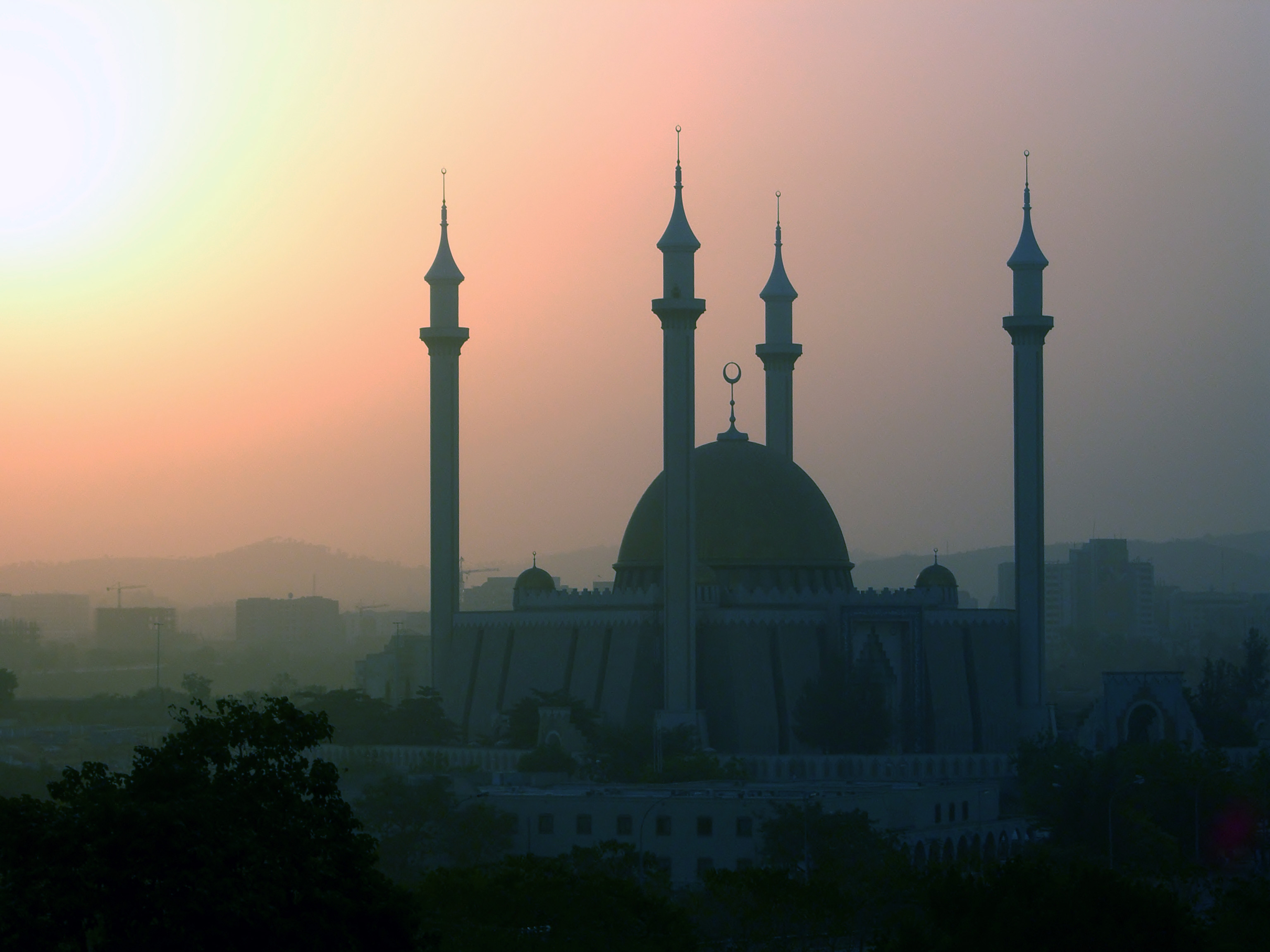
Імла, викликана харматаном, що оточує Національну мечеть Абуджі в Абуджі, Нігерія

Харматан — сухий і пиловий північно-східний пасат, що дме у Західній Африці з Сахари у напрямку до Гвінейської затоки в період з листопада по березень на південь від 20° північної широти. Спостерігається іноді 2—3 місяці поспіль, часом досягаючи ураганної сили.
Оскільки вітер проходить через пустелю, він захоплює велику кількість частинок пилу (розміром 0,5-10 мікрон). У моменти, коли харматан сильний, частина цього пилу досягає навіть Північної Америки. В Африці, цей пил часто значно знижує видимість та заслоняє Сонце на кілька днів, подібно до туману. На додаток, взаємодія харматану з мусонами здатна викликати смерчі.